# Chu Tien-wen
Dans ce nom chinois, le nom de famille, Chu, précède le nom personnel.
Pour les articles homonymes, voir Chu.
Chu T'ien-wen, ou Zhu Tianwen, (chinois : 朱天文 ; pinyin : Zhū Tiānwén) née le 24 août 1956, est une romancière taïwanaise et scénariste du cinéaste Hou Hsiao-hsien depuis les années 1980.

## Biographie
Chu T’ien-wen est un des écrivains les plus importants de Taïwan. Elle est la fille de Zhu Xining (1927-1998), et la sœur de Chu T’ien-hsin, qui sont eux aussi des romanciers.
Vers la fin des années 1970, avec sa sœur, elle a créé la revue Sansan jikan (zh), puis les éditions Sansan shufang (三三書坊).
Elle est l’auteur d’une douzaine de livres, recueils de nouvelles et de textes en prose, mais également d’un roman, Huangren shouji (荒人手记), qui a été récompensé en 1994 par le Zhongguo shibao et dont il existe une version anglaise, Notes of a Desolate Man (trad. par Howard Goldblatt et Sylvia Li-chun Lin, 1999).
Plusieurs de ses nouvelles ont été traduites en français.
Elle est également scénariste : elle a collaboré à de nombreuses reprises avec le cinéaste taïwanais Hou Hsiao-hsien.

## Traductions en français
- « Maître Chai » (Chai shifu 柴师父), nouvelle, trad. par Olivier Bialais, in Angel Pino & Isabelle Rabut (éd.), À mes frères du village de garnison : anthologie de nouvelles taïwanaises contemporaines, Bleu de Chine, coll. Lettres taïwanaises, Paris, 2001, pp. 131-154.
- « Plus de Paradis » (Yidian bu zai 伊甸不再), nouvelle, trad. par Angel Pino et Isabelle Rabut, in Angel Pino & Isabelle Rabut, Anthologie de la famille Chu, Christian Bourgois éditeur, coll. Lettres taïwanaises, Paris, 2004, pp. 103-142.
- « La Cité de l’été brûlant » (Yan xia zhi du 炎夏之都), nouvelle, trad. par Angel Pino et Isabelle Rabut, in Angel Pino et Isabelle Rabut, Anthologie de la famille Chu, pp. 143-193.
- « Le Bouddha incarné » (Roushen Pusa 肉身菩萨), nouvelle, trad. par Angel Pino et Isabelle Rabut, in Angel Pino & Isabelle Rabut (éd.), Anthologie de la famille Chu, pp. 195-223.
- « L’Histoire de Petit Pi » (Xiao Bi de Gushi 小毕的故事), nouvelle, traduction du chinois (Taiwan), notes et présentation par Angel Pino, Les Temps modernes (Paris), nos 630-631, mars-juin 2005, pp. 190-203.
- « Splendeur fin de siècle » (Shijimo de Huali 世纪末的华丽), nouvelle, traduction du chinois (Taiwan), notes et présentation par Catherine Charmant et Deng Xinnan, Jentayu (Andert-et-Condon), no 2, été 2015, pp. 173-196.
- (avec Wu Nien-jen) La Cité des douleurs (Beiqing chengshi 悲情城市), scénario du film de Hou Hsiao-Hsien, trad. par Gwennaël Gaffric, L'Asiathèque, coll. Taiwan Fiction, 2015.

## Filmographie

### Scénarios
- 1983 : Les Garçons de Fengkuei (風櫃來的人)
- 1983 : Growing Up (小畢的故事)
- 1984 : Un été chez grand-père (冬冬的假期)
- 1984 : Out of The Blue (小爸爸的天空)
- 1985 : Taipei Story (青梅竹馬)
- 1985 : 最想念的季節
- 1985 : His Matrimony (結婚)
- 1985 : Un temps pour vivre, un temps pour mourir (film) (童年往事)
- 1986 : Poussières dans le vent (戀戀風塵)
- 1987 : La Fille du Nil (尼羅河的女兒)
- 1988 : 外婆家的暑假
- 1988 : La Cité des douleurs (悲情城市)
- 1993 : Le Maître de marionnettes (戲夢人生)
- 1995 : Good Men, Good Women (好男好女)
- 1996 : Goodbye South, Goodbye (南國再見，南國)
- 1998 : Les Fleurs de Shanghai (海上花)
- 2001 : Millennium Mambo (千禧曼波之薔薇的名字)
- 2005 : Three Times (最好的時光)
- 2015 : The Assassin (聶隱娘, Nie yinniang) de Hou Hsiao-hsien